# Chusquea ramosissima
La Chusquea ramosissima (en castellà, tacuarilla, tacuarembó o tacuarembó roquy) és una espècie de bambú, del gènere Chusquea  de la família de les poàcies, ordre de les poals, subclasse de les commelínides, classe de les liliòpsides, divisió dels magnoliofitins.
Creix a Sud-amèrica, al Paraguai, l'Uruguai, el Brasil i l'Argentina. Es tracta d'un bambú perenne que creix en grups densos. Pot créixer enfilant-se a arbres. La planta adulta fa entre quatre i sis metres d'alçada, però pot arribar als vint, amb un gruix d'1,5 centímetres.
Els guaranís la coneixien com el ganivet de l'escarabat.